# Galatasaray Istanbul/Saison 1940/41
Die Saison 1940/41 von Galatasaray Istanbul war die 35. Saison in der Vereinsgeschichte und die 27. Saison in der İstanbul Futbol Ligi.  Der Klub beendete die Saison auf dem 3. Platz. In der 5. Saison der Millî Küme wurden die Gelb-Roten Zweiter.

## Personalien

### Kader
| Nat.       | Name                 |
| Torhüter   | Torhüter             |
| ---------- | -------------------- |
| Turkei     | Hızır Hantal         |
| Turkei     | Osman İncili         |
| Turkei     | Saim Kaur            |
| Abwehr     |                      |
| Turkei     | Faruk Barlas         |
| Turkei     | Adnan İncirmen       |
| Turkei     | Salim Şatıroğlu      |
| Mittelfeld |                      |
| Turkei     | Enver Arslanalp      |
| Turkei     | Halil Burnaz         |
| Turkei     | Mustafa Gençsoy      |
| Turkei     | Talat Özışık         |
| Turkei     | Arif Sevinç          |
| Turkei     | Musa Sezer           |
| Turkei     | İsmail Yönder        |
| Angriff    |                      |
| Turkei     | Salahattin Almay     |
| Turkei     | Eşfak Aykaç          |
| Turkei     | Nikola Büyükvafiadis |
| Turkei     | Necdet Cici          |
| Turkei     | Bülent Ediz          |
| Turkei     | Cemil Erlertürk      |
| Turkei     | Mehmet Ali Gültekin  |
| Turkei     | Gündüz Kılıç         |
| Turkei     | Sarafim Madenli      |
| Turkei     | Hakkı Olaç           |
| Turkei     | Barbaros Olcayto     |
| Turkei     | Recep                |
| Turkei     | Nino Sarrafyan       |
| Turkei     | Süleyman Tekil       |
| Turkei     | Turhan               |

## Saison
Alle Ergebnisse aus Sicht von Galatasaray Istanbul.
Die Tabelle listet alle İstanbul-Futbol-Ligi des Vereins der Saison 1940/41 auf. Siege sind grün, Unentschieden gelb und Niederlagen rot markiert.

### İstanbul Futbol Ligi
| ST | Datum              | Gegner              | Ort                        | Ergebnis  | Tor(e) für Galatasaray Istanbul | Karte(n) für Galatasaray Istanbul |
| -- | ------------------ | ------------------- | -------------------------- | --------- | --- | --------------------------------- |
| 01 | 22. September 1940 | Istanbulspor        | Fenerbahçe Stadı, Istanbul | 9:0 (3:0) | 1:0 Kılıç (7.), 2:0 Almay (8.), 3:0 Kılıç (22.), 4:0 Almay (52.), 5:0 Büyükvafiadis (57.), 6:0 Kılıç (61.), 7:0 Kılıç (73.), 8:0 Büyükvafiadis (74.), 9:0 Olcayto (89.) | keine                             |
| 02 | 29. September 1940 | Fenerbahçe Istanbul | Fenerbahçe Stadı, Istanbul | 1:1 (0:0) | 1:1 Sezer (70.) | keine                             |
| 03 | 13. Oktober 1940   | Beşiktaş Istanbul   | Şeref Stadyumu, Istanbul   | 1:3 (0:1) | 1:3 Madenli (89.) | keine                             |
| 04 | 27. Oktober 1940   | Süleymaniye         | Fenerbahçe Stadı, Istanbul | 7:1 (3:0) | 1:0 Almay (19.), 2:0 Erlertürk (35.), 3:0 Erlertürk (44.), 4:0 Kılıç (65.), 5:0 Büyükvafiadis (66.), 6:0 Almay (60.), 7:0 Kılıç (83.)                                   | keine                             |
| 05 | 3. November 1940   | Topkapı SK          | Fenerbahçe Stadı, Istanbul | 3:1 (0:1) | 1:1 Erbaydar (48. Eigentor), 2:1 Madenli (58.), 3:1 Olaç (62.) | keine                             |
| 06 | 17. November 1940  | Vefa Istanbul       | Fenerbahçe Stadı, Istanbul | 1:1 (1:0) | 1:0 Ediz (8.) | keine                             |
| 07 | 24. November 1940  | Kasımpaşa Istanbul  | Fenerbahçe Stadı, Istanbul | 4:1 (0:1) | 1:1 Kılıç (25.), 2:1 Kılıç (51.), 3:1 Kılıç (69.), 4:1 Madenli (82.),                                                                                                   | keine                             |
| 08 | 1. Dezember 1940   | Beykozspor          | Fenerbahçe Stadı, Istanbul | 3:1 (1:0) | 1:1 Kılıç (55.), 2:1 Kılıç (66.), 3:1 Almay (72.) | keine                             |
| 09 | 8. Dezember 1940   | Beyoğluspor         | Şeref Stadyumu, Istanbul   | 1:1 (1:0) | 1:0 Almay (30.) | keine                             |
| 10 | 22. Dezember 1940  | Fenerbahçe Istanbul | Şeref Stadyumu, Istanbul   | 0:2 (1:0) | keine | Erlertürk (81.)                   |
| 11 | 29. Dezember 1940  | Beşiktaş Istanbul   | Fenerbahçe Stadı, Istanbul | 0:5 (0:1) | keine | keine                             |
| 12 | 5. Januar 1941     | Süleymaniye         | Şeref Stadyumu, Istanbul   | 7:1 (5:0) | 1:0 Sevinç (14.), 2:0 Sevinç (18.), 3:0 Kılıç (25.), 4:0 Sevinç (28.), 5:0 Almay (42.), 6:0 Almay (72.), 7:1 Sevinç (84.)                                               | keine                             |
| 13 | 12. Januar 1941    | Topkapı SK          | Şeref Stadyumu, Istanbul   | 8:0 (2:0) | 1:0 Şatıroğlu (31.), 2:0 Almay (34.), 3:0 Şatıroğlu (53.), 4:0 Sevinç (55.), 5:0 Sevinç (58.), 6:0 Almay (71.), 7:0 Sevinç (73.), 8:0 Almay (87.)                       | keine                             |
| 14 | 26. Januar 1941    | Vefa Istanbul       | Şeref Stadyumu, Istanbul   | 1:1 (0:1) | 1:0 Kılıç (68.) | keine                             |
| 15 | 2. Februar 1941    | Kasımpaşa Istanbul  | Şeref Stadyumu, Istanbul   | 5:0 (4:0) | 1:0 Almay (18. Elfmeter), 2:0 Aykaç (25. Elfmeter), 3:0 Almay (40.), 4:0 Aykaç (44.), 5:0 Aykaç (85.)                                                                   | keine                             |
| 16 | 9. Februar 1941    | Beykozspor          | Şeref Stadyumu, Istanbul   | 6:1 (1:1) | 1:0 Almay (1.), 2:1 Olcayto (61.), 3:1 Olcayto (72.), 4:1 Aykaç (74.), 5:1 Almay (77. Elfmeter), 6:1 Aykaç (85.)                                                        | keine                             |
| 17 | 16. Februar 1941   | Istanbulspor        | Şeref Stadyumu, Istanbul   | 0:3 (0:3) | keine | keine                             |
| 18 | 23. Februar 1941   | Beyoğluspor         | Fenerbahçe Stadı, Istanbul | 2:0 (1:0) | 1:0 Almay (11.), 2:0 Almay (49.) | keine                             |

### Millî Küme
| ST | Datum          | Gegner                | Ort                        | Ergebnis  | Tor(e) für Galatasaray Istanbul                                                                           | Karte(n) für Galatasaray Istanbul |
| -- | -------------- | --------------------- | -------------------------- | --------- | --- | --------------------------------- |
| 01 | 30. März 1941  | Fenerbahçe Istanbul   | Fenerbahçe Stadı, Istanbul | 0:1 (0:1) | keine | keine                             |
| 02 | 13. April 1941 | Istanbulspor          | Şeref Stadyumu, Istanbul   | 3:1 (2:1) | 1:0 Almay (1.), 2:0 Şatıroğlu (7.), 3:1 Şatıroğlu (64.)                                                   | keine                             |
| 03 | 19. April 1941 | Altınordu Izmir       | Alsancak Stadı, Izmir      | 5:1 (4:0) | 1:0 Gültekin (20.), 2:0 Almay (36.), 3:0 Almay (39.), 4:0 Almay (42.), 5:0 Almay (59.)                    | keine                             |
| 04 | 20. April 1941 | Altay Izmir           | Alsancak Stadı, Izmir      | 3:1 (3:0) | 1:0 Aykaç (14.), 2:0 Ediz (18.), 3:0 Almay (26.)                                                          | keine                             |
| 05 | 3. Mai 1941    | Harbiye               | Ankara 19 Mayıs Stadyumu   | 5:2 (3:0) | 1:0 Almay (30.), 2:0 Şatıroğlu (37.), 3:0 Şatıroğlu (42.), 4:0 Aykaç (67.), 5:0 Şatıroğlu (69.)           | keine                             |
| 06 | 4. Mai 1941    | Maskespor             | Ankara 19 Mayıs Stadyumu   | 4:4 (3:2) | 1:1 Sevinç (23.), 2:2 Şatıroğlu (33.), 3:2 Şatıroğlu (35.), 4:4 Şatıroğlu (86.)                           | keine                             |
| 07 | 11. Mai 1941   | Beşiktaş Istanbul     | Şeref Stadyumu, Istanbul   | 2:3 (0:1) | 1:2 Aykaç (2.), 2:3 Şahin (89.)                                                                           | keine                             |
| 08 | 17. Mai 1941   | Eskişehir Demirspor   | Ankara 19 Mayıs Stadyumu   | 2:1 (1:0) | 1:0 Arslanalp (45.), 2:0 Gültekin (61.)                                                                   | keine                             |
| 09 | 18. Mai 1941   | Gençlerbirliği Ankara | Ankara 19 Mayıs Stadyumu   | 0:0       | keine | keine                             |
| 10 | 24. Mai 1941   | Gençlerbirliği Ankara | Şeref Stadyumu, Istanbul   | 1:0 (1:0) | 1:0 Ediz (10.)                                                                                            | keine                             |
| 11 | 25. Mai 1941   | Eskişehir Demirspor   | Fenerbahçe Stadı, Istanbul | 3:1 (1:0) | 1:0 Gültekin (18.), 2:0 Aykaç (50.), 3:1 Aykaç (88.)                                                      | keine                             |
| 12 | 1. Juni 1941   | Fenerbahçe Istanbul   | Şeref Stadyumu, Istanbul   | 2:1 (1:1) | 1:0 Almay (13.), 2:1 Almay (57.)                                                                          | keine                             |
| 13 | 15. Juni 1941  | Istanbulspor          | Fenerbahçe Stadı, Istanbul | 3:2 (2:2) | 1:0 Gençsoy (8.), 2:1 Gültekin (25.), 3:2 Aykaç (63.)                                                     | keine                             |
| 14 | 21. Juni 1941  | Altay Izmir           | Şeref Stadyumu, Istanbul   | 3:0 (1:0) | 1:0 Aykaç (21.), 2:0 Almay (71.), 3:0 Aykaç (81.)                                                         | keine                             |
| 15 | 22. Juni 1941  | Altınordu Izmir       | Fenerbahçe Stadı, Istanbul | 6:0 (1:0) | 1:0 Gençsoy (10.), 2:0 Almay (15.), 3:0 Almay (28.), 4:0 Aykaç (35.), 5:0 Gültekin (79.), 6:0 Aykaç (81.) | keine                             |
| 16 | 29. Juni 1941  | Beşiktaş Istanbul     | Fenerbahçe Stadı, Istanbul | 1:1 (0:1) | 1:1 Gültekin (87.)                                                                                        | keine                             |
| 17 | 5. Juli 1941   | Harbiye               | Şeref Stadyumu, Istanbul   | 1:1 (0:0) | 1:1 Aykaç (69.)                                                                                           | keine                             |
| 18 | 6. Juli 1941   | Maskespor             | Fenerbahçe Stadı, Istanbul | 1:0 (0:0) | 1:0 Ediz (64.)                                                                                            | keine                             |

### Vatan Kupası
| Datum            | Gegner              | Ort   | Ergebnis | Tor(e) für Galatasaray Istanbul |
| ---------------- | ------------------- | ----- | -------- | ------------------------------- |
| 30. Oktober 1940 | Fenerbahçe Istanbul | n. V. | 3:3      | n. V.                           |

### Dörtler Turnuvası
| Datum         | Gegner              | Ort   | Ergebnis  | Tor(e) für Galatasaray Istanbul |
| ------------- | ------------------- | ----- | --------- | ------------------------------- |
| 9. März 1941  | Fenerbahçe Istanbul | n. V. | 0:2 (0:0) | keine                           |
| 16. März 1941 | Beşiktaş Istanbul   | n. V. | 1:0       | n. V.                           |

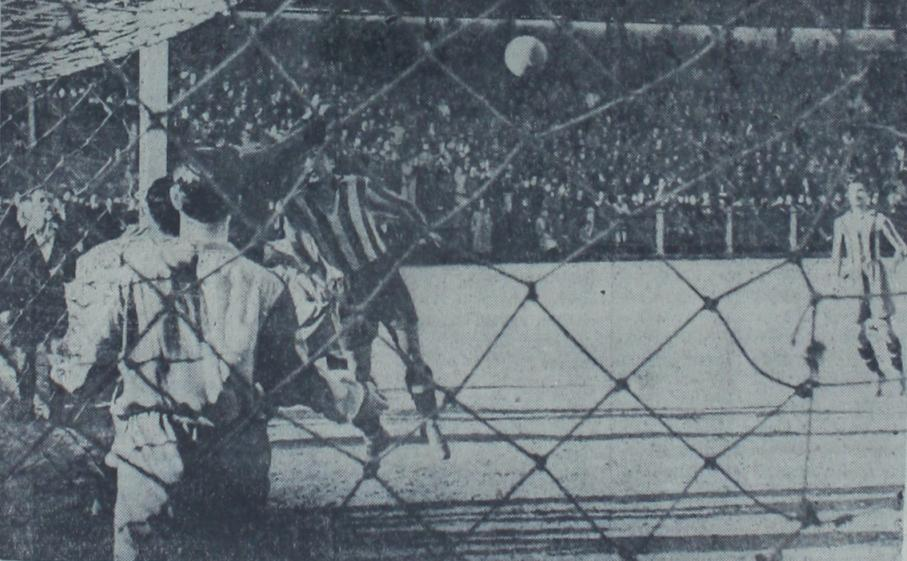
Galatasaray gegen Fenerbahçe (9. März 1941)
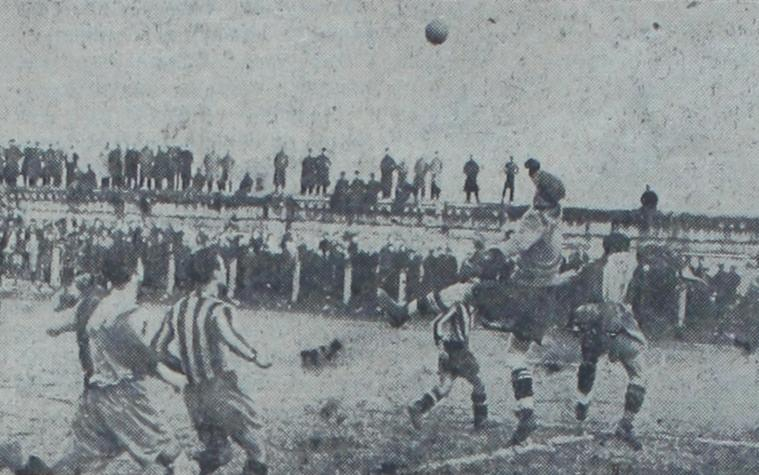
Galatasaray gegen Fenerbahçe (9. März 1941)

## Spielerstatistiken
| Spieler              | İstanbul Futbol Ligi | İstanbul Futbol Ligi | İstanbul Futbol Ligi | İstanbul Futbol Ligi | Millî Küme | Millî Küme | Millî Küme  | Millî Küme | Total    | Total | Total       | Total      |
| Spieler              | Einsätze             | Tore                 | Gelbe Karte          | Rote Karte           | Einsätze   | Tore       | Gelbe Karte | Rote Karte | Einsätze | Tore  | Gelbe Karte | Rote Karte |
| -------------------- | -------------------- | -------------------- | -------------------- | -------------------- | ---------- | ---------- | ----------- | ---------- | -------- | ----- | ----------- | ---------- |
| Salahattin Almay     | 18                   | 17                   | 0                    | 0                    | 12         | 13         | 0           | 0          | 30       | 30    | 0           | 0          |
| Enver Arslanalp      | 17                   | 0                    | 0                    | 0                    | 18         | 1          | 0           | 0          | 35       | 1     | 0           | 0          |
| Eşfak Aykaç          | 15                   | 5                    | 0                    | 0                    | 15         | 11         | 0           | 0          | 30       | 16    | 0           | 0          |
| Faruk Barlas         | 12                   | 0                    | 0                    | 0                    | 18         | 0          | 0           | 0          | 30       | 0     | 0           | 0          |
| Halil Burnaz         | 9                    | 0                    | 0                    | 0                    | 11         | 0          | 0           | 0          | 20       | 0     | 0           | 0          |
| Nikola Büyükvafiadis | 6                    | 3                    | 0                    | 0                    | 0          | 0          | 0           | 0          | 6        | 3     | 0           | 0          |
| Necdet Cici          | 1                    | 0                    | 0                    | 0                    | 0          | 0          | 0           | 0          | 1        | 0     | 0           | 0          |
| Bülent Ediz          | 4                    | 1                    | 0                    | 0                    | 13         | 3          | 0           | 0          | 17       | 4     | 0           | 0          |
| Cemil Erlertürk      | 5                    | 2                    | 0                    | 1                    | 2          | 0          | 0           | 0          | 7        | 2     | 0           | 1          |
| Mustafa Gençsoy      | 5                    | 0                    | 0                    | 0                    | 12         | 2          | 0           | 0          | 17       | 2     | 0           | 0          |
| Mehmet Ali Gültekin  | 2                    | 0                    | 0                    | 0                    | 18         | 6          | 0           | 0          | 20       | 6     | 0           | 0          |
| Hızır Hantal         | 4                    | 0                    | 0                    | 0                    | 0          | 0          | 0           | 0          | 4        | 0     | 0           | 0          |
| Osman İncili         | 13                   | 0                    | 0                    | 0                    | 10         | 0          | 0           | 0          | 23       | 0     | 0           | 0          |
| Adnan İncirmen       | 9                    | 0                    | 0                    | 0                    | 16         | 0          | 0           | 0          | 25       | 0     | 0           | 0          |
| Saim Kaur            | 1                    | 0                    | 0                    | 0                    | 8          | 0          | 0           | 0          | 9        | 0     | 0           | 0          |
| Gündüz Kılıç         | 13                   | 13                   | 0                    | 0                    | 0          | 0          | 0           | 0          | 13       | 13    | 0           | 0          |
| Sarafim Madenli      | 13                   | 3                    | 0                    | 0                    | 0          | 0          | 0           | 0          | 13       | 3     | 0           | 0          |
| Hakkı Olaç           | 1                    | 1                    | 0                    | 0                    | 0          | 0          | 0           | 0          | 1        | 1     | 0           | 0          |
| Barbaros Olcayto     | 8                    | 3                    | 0                    | 0                    | 0          | 0          | 0           | 0          | 8        | 3     | 0           | 0          |
| Talat Özışık         | 3                    | 0                    | 0                    | 0                    | 0          | 0          | 0           | 0          | 3        | 0     | 0           | 0          |
| Recep                | 1                    | 0                    | 0                    | 0                    | 0          | 0          | 0           | 0          | 1        | 0     | 0           | 0          |
| Nino Sarrafyan       | 0                    | 0                    | 0                    | 0                    | 1          | 0          | 0           | 0          | 1        | 0     | 0           | 0          |
| Salim Şatıroğlu      | 15                   | 2                    | 0                    | 0                    | 15         | 8          | 0           | 0          | 30       | 10    | 0           | 0          |
| Arif Sevinç          | 3                    | 7                    | 0                    | 0                    | 6          | 1          | 0           | 0          | 9        | 8     | 0           | 0          |
| Musa Sezer           | 18                   | 1                    | 0                    | 0                    | 18         | 0          | 0           | 0          | 36       | 1     | 0           | 0          |
| Süleyman Tekil       | 1                    | 0                    | 0                    | 0                    | 0          | 0          | 0           | 0          | 1        | 0     | 0           | 0          |
| Turhan               | 0                    | 0                    | 0                    | 0                    | 3          | 0          | 0           | 0          | 3        | 0     | 0           | 0          |
| İsmail Yönder        | 1                    | 0                    | 0                    | 0                    | 0          | 0          | 0           | 0          | 1        | 0     | 0           | 0          |